# Боне (Саона и Лоара)
Боне (фр. Bonnay) насеље је и општина у источном делу централне Француске у региону Бургоња, у департману Саона и Лоара која припада префектури Макон.
По подацима из 2011. године у општини је живело 303 становника, а густина насељености је износила 25,27 становника/km². Општина се простире на површини од 11,99 km². Налази се на средњој надморској висини од 350 метара (максималној 378 m, а минималној 197 m).

## Демографија
| 1962. | 1968. | 1975. | 1982. | 1990. | 1999. | 2011. |
| ----- | ----- | ----- | ----- | ----- | ----- | ----- |
| 291   | 300   | 253   | 250   | 250   | 249   | 303   |

График промене броја становника у току последњих година